# George Parks Highway
George Parks Highway (numerada como Interstate A-4 e sinalizada como Alaska Route 3), geralmente chamada simplesmente de Parks Highway, percorre 520 km (323 milhas) da Glenn Highway e 56 km (35 milhas) ao norte de Anchorage até Fairbanks, no interior do Alasca. A estrada, originalmente conhecida como Anchorage-Fairbanks Highway, foi concluída em 1971 e recebeu o seu nome atual em 1975.
A rodovia, que é majoritariamente paralela à Alaska Railroad, é uma das estradas mais importantes do Alasca. É a principal rota entre Anchorage e Fairbanks (as duas maiores áreas metropolitanas do Alasca), o principal acesso ao Denali National Park and Preserve e ao Denali State Park, e a principal rodovia do Vale Matanuska-Susitna. A designação interestadual da estrada não está assinalada; em vez disso, toda a sua extensão está assinalada como Alaska Route 3.
É um equívoco comum pensar que o nome “Parks Highway” se deve à proximidade da estrada com os parques nacionais e estaduais do Monte McKinley; de fato, é uma homenagem a George Alexander Parks, governador do Território do Alasca de 1925 a 1933.
Os marcos quilométricos ao longo da Parks Highway não começam com 0 (zero). Em vez disso, começam com a milha 35 (km 56), continuando a numeração dos postes de milha da Glenn Highway, onde as duas rodovias se cruzam perto de Palmer. O marco de milha 0 (zero) para a Glenn Highway está no seu final, no centro de Anchorage, na interseção da East 5th Avenue com a Gambell Street. Assim, os marcos de milhas ao longo da Parks Highway refletem a distância a partir de Anchorage, que na realidade não se encontra na Parks Highway.
Existem duas seções da rodovia que foram construídas de acordo com os padrões de autoestrada. Estes incluem uma área perto da interseção da autoestrada com a Glenn Highway em Palmer e uma parte conhecida como Robert J. Mitchell Expressway em Fairbanks que conduz à junção da rodovia com a Richardson Highway (AK 2).